# العلاقات الإكوادورية البوتسوانية
العلاقات الإكوادورية البوتسوانية هي العلاقات الثنائية التي تجمع بين الإكوادور وبوتسوانا.

## مقارنة بين البلدين
هذه مقارنة عامة ومرجعية للدولتين:
| وجه المقارنة                                              | الإكوادور                      | بوتسوانا                       |
| --------------------------------------------------------- | ------------------------------ | ------------------------------ |
| المساحة (كم2)                                             | 283.56 ألف                     | 581.74 ألف                     |
| عدد السكان (نسمة)                                         | 16.62 مليون                    | 2.29 مليون                     |
| الكثافة السكانية (ن./كم²)                                 | 58.61                          | 3.94                           |
| العاصمة                                                   | كيتو                           | غابورون                        |
| اللغة الرسمية                                             | اللغة الإسبانية، كيشوا ‏، شوار ‏ | لغة إنجليزية                   |
| العملة                                                    | دولار أمريكي، سوكري إكوادوري   | بولا بوتسواني                  |
| الناتج المحلي الإجمالي (بليون دولار)                      | 103.06 مليار                   | 17.41 مليار                    |
| الناتج المحلي الإجمالي (تعادل القوة الشرائية) بليون دولار | 185.24 مليار                   | 35.84 مليار                    |
| الناتج المحلي الإجمالي الاسمي للفرد دولار أمريكي          | 6.21 ألف                       | 6.36 ألف                       |
| الناتج المحلي الإجمالي للفرد دولار أمريكي                 | 11.37 ألف                      | 16.10 ألف                      |
| مؤشر التنمية البشرية                                      | 0.746                          | 0.698                          |
| رمز المكالمات الدولي                                      | +593                           | +267                           |
| رمز الإنترنت                                              | .ec                            | .bw                            |
| المنطقة الزمنية                                           | 00                             | ت ع م+02:00، توقيت وسط إفريقيا |

## منظمات دولية مشتركة
يشترك البلدان في عضوية مجموعة من المنظمات الدولية، منها:
| علم المنظمة | اسم المنظمة                        | تاريخ انضمام الإكوادور | تاريخ انضمام بوتسوانا |
| ----------- | ---------------------------------- | ---------------------- | --------------------- |
|             | مؤسسة التنمية الدولية              | 7 نوفمبر 1961          | 24 يوليو 1968         |
|             | يونسكو                             | 22 يناير 1947          | 16 يناير 1980         |
|             | وكالة ضمان الاستثمار متعدد الأطراف | 12 أبريل 1988          | 15 مايو 1990          |
|             | الأمم المتحدة                      | 21 ديسمبر 1945         | 17 أكتوبر 1966        |
|             | الاتحاد البريدي العالمي            | ?                      | ?                     |
|             | البنك الدولي للإنشاء والتعمير      | 28 ديسمبر 1945         | 24 يوليو 1968         |
|             | الاتحاد الدولي للاتصالات           | 17 أبريل 1920          | 2 أبريل 1968          |
|             | منظمة حظر الأسلحة الكيميائية       | ?                      | ?                     |
|             | مؤسسة التمويل الدولية              | 20 يوليو 1956          | 23 مارس 1979          |
|             | منظمة التجارة العالمية             | ?                      | ?                     |
|             | منظمة الشرطة الجنائية الدولية      | ?                      | ?                     |

## وصلات خارجية
- موقع وزارة الخارجية الإكوادورية
- موقع وزارة الخارجية البوتسوانية